# Fremtiden (virksomhed)
 For alternative betydninger, se Fremtid. (Se også artikler, som begynder med Fremtid)
"Fremtiden, gensidig dansk Livsforsikringsforening, oprettet 1886", senere Fremtiden Liv G/S, var et dansk gensidigt forsikringsselskab, der nu indgår i Tryg Forsikring. "Fremtiden" blev stiftet 1. december 1886 i Aalborg som en lille gensidig hiælpeforening af daværende fotograf, senere justitsråd Hermann Hald (28. oktober 1845 – 29. marts 1914), som syntes, der var brug for et billigt administreret, gensidigt livsforsikringsselskab, hvor medlemmerne havde den egentlige indflydelse på selskabets ledelse.
"Fremtiden", som blev et af landets betydende og ansete livsforsikringsselskaber, blev i de første år ledet med stor forsigtighed, hvorved grundlaget for selskabets gode økonomiske stilling skabtes. I 1904, da lovgivningsmyndighederne fandt det betimeligt at give regler for livsforsikringsselskabernes virksomhed, havde selskabet allerede opsparet så store fonds, at disse kunne træde i stedet for den i loven påbudte garantikapital. I de første år blev selskabet hjulpet frem af ansete Aalborg-borgere, som med deres navn og position gik i borgen for det nye foretagende. Sagfører Bisgaard, borgmester P. Hansen, overretssagfører Elmquist og købmand Chr. Fode var nogle af selskabets første støtter, og senere nød "Fremtiden" i mange år godt af overretssagfører Hammershaimbs forsigtige ledelse og velafbalancerede forretningsførelse.
I 1923 blev selskabets administrerende direktør, A.C. Christensen (f. 27. jan. 1890), valgt til denne stilling. Hans meddirektør, aktuar Vilh. Hartvig (f. 27. okt. 1882), blev indvalgt i direktionen i 1934, efter at selskabets mangeårige direktionsmedlem, stationsforstander R. P. Hegelund, var afgået ved døden. Afdøde statsgældsdirektør, departementschef P. O. A. Andersen, var selskabets formand i årene 1902—29. Efter hans død var overretssagfører H. Repsdorph, København, formand til sin død i 1941.
Fra 1941 var kammerherre Christian D. Lüttichau, Tjele Gods, formand for selskabet. I de senere år fandt der en meget kraftig udvikling sted, og selskabet havde i 1950 en bestand på over 347 millioner kroner i forsikringssum, medens præmieindtægten i regnskabsåret 1949 var over 13 mio. kr. Det har bidraget stærkt til selskabets vækst og fremgang, at der i slutningen af 1928 blev oprettet en ny afdeling for forsikringer, der tegnes med daglig præmiebetaling, således at der hver dag skal nedlægges en mønt i en dertil indrettet kalender, som kun viser rigrig dato, når den daglige mønt huskes. Denne afdeling, der oprindelig hed "Sparekalenderen", men senere på grund af den nye sparekasselovs bestemmelser blev omdøbt til Livsforsikringskalenderen "Fremtiden", har også medvirket til, at Aalborg-selskabet erhvervede sig en stor portefølje i hovedstaden. Selv om "Fremtiden" naturligvis ligesom de andre danske livsforsikringsselskaber virkede over hele landet, ikke mindst i København, har det været af betydning for Aalborg og i videre forstand for Jylland, at et af landets gamle og solide livsforsikringsselskaber havde domicil i denne by, specielt efter at "Fremtiden" i 1936 havde opført sin egen ejendom på Kildestrimmelen i Aalborg. Kgl. bygningsinspektør Einar Packness var arkitekt for dette særprægede bygningsværk på Vesterbro 16-18, der af de fleste Aalborgensere betegnes som en pryd for byen. Det vakte derfor også stor harme, at den tyske værnemagt i november 1943 med få dages varsel satte sig i besiddelse af bygningen, som først blev frigivet af de danske myndigheder i maj 1946.
"Fremtiden" blev fusioneret med Andels-Anstalten Tryg og Det gjensidige Forsikringsselskab "Danmark" i 1973 til det nuværende forsikringsselskab Tryg.